# Favolaschia zenkeriana
Favolaschia zenkeriana är en svampart som först beskrevs av Rolf Singer, och fick sitt nu gällande namn av Rolf Singer 1974. Favolaschia zenkeriana ingår i släktet Favolaschia och familjen Mycenaceae.   Inga underarter finns listade i Catalogue of Life.